# Classica di San Sebastián 2018
La Classica di San Sebastián 2018, trentottesima edizione della corsa e valevole come ventisettesima prova dell'UCI World Tour 2018 categoria 1.UWT, si svolse il 4 agosto 2018 su un percorso di 228,7 km, con partenza e arrivo a San Sebastián, in Spagna. La vittoria fu appannaggio del francese Julian Alaphilippe, il quale completò il percorso in 6h03'45", alla media di 37,724 km/h, precedendo l'olandese Bauke Mollema e il connazionale Anthony Roux.
Sul traguardo di San Sebastián 82 ciclisti, su 152 partiti dalla medesima località, portarono a termine la competizione.

## Squadre e corridori partecipanti
| N.      | Cod. | Squadra                       |
| ------- | ---- | ----------------------------- |
| 1-7     | SKY  | Team Sky                      |
| 11-17   | ALM  | AG2R La Mondiale              |
| 21-27   | AST  | Astana Pro Team               |
| 31-37   | TBM  | Bahrain-Merida                |
| 41-47   | BMC  | BMC Racing Team               |
| 51-57   | BOH  | Bora-Hansgrohe                |
| 61-67   | BBH  | Burgos-BH                     |
| 71-77   | CJR  | Caja Rural-Seguros RGA        |
| 81-87   | COF  | Cofidis, Solutions Crédits    |
| 91-97   | EUS  | Euskadi Basque Country-Murias |
| 101-107 | GFC  | Groupama-FDJ                  |

| N.      | Cod. | Squadra                        |
| ------- | ---- | ------------------------------ |
| 111-117 | LTS  | Lotto Soudal                   |
| 121-127 | MTS  | Mitchelton-Scott               |
| 131-137 | MOV  | Movistar Team                  |
| 141-147 | QST  | Quick-Step Floors              |
| 151-157 | DDD  | Team Dimension Data            |
| 161-167 | EFD  | Team EF Education First-Drapac |
| 171-177 | TKA  | Team Katusha-Alpecin           |
| 181-187 | TLJ  | Team Lotto NL-Jumbo            |
| 191-197 | SUN  | Team Sunweb                    |
| 201-207 | TFS  | Trek-Segafredo                 |
| 211-217 | UAD  | UAE Team Emirates              |

## Ordine d'arrivo (Top 10)
| Pos. | Corridore          | Squadra      | Tempo    |
| ---- | ------------------ | ------------ | -------- |
| 1    | Julian Alaphilippe | Quick-Step   | 6h03'45" |
| 2    | Bauke Mollema      | Trek         | s.t.     |
| 3    | Anthony Roux       | Groupama     | a 16"    |
| 4    | Greg Van Avermaet  | BMC          | s.t.     |
| 5    | Julien Simon       | Cofidis      | s.t.     |
| 6    | Rigoberto Urán     | Educ. First  | s.t.     |
| 7    | Jon Izagirre       | Bahrain-Mer. | s.t.     |
| 8    | Robert Gesink      | Lotto NL     | s.t.     |
| 9    | Steven Kruijswijk  | Lotto NL     | s.t.     |
| 10   | Antwan Tolhoek     | Lotto NL     | s.t.     |